# 藤田一郎 (実業家)
藤田 一郎（ふじた いちろう、1886年〈明治19年〉5月5日 - 1949年〈昭和24年〉9月19日）は、日本の実業家、土木建築請負業、地主。藤田組（現・フジタ）初代社長。広島県多額納税者。東亜木材防腐社長。広島商工会議所顧問。族籍は広島県平民。参議院議長を務めた藤田正明は甥。

## 経歴
広島県賀茂郡中黒瀬村字大多田（現・東広島市黒瀬町）の農家に生まれた。藤田次助の二男。1900年、高等小学校を卒業。
郷里で百姓のまま埋もれたくなかったため、広島市で請負業をやっていた母方のおじに当たる森信正市の店で小僧として働く。土木建築業の見習いの傍ら夜学に通い、建築や簿記を学ぶ。17歳の時、アメリカへの密航を企てたが、失敗に終わり再び森信方に連れ戻された。
19歳で独立したが、未成年なので請負事業に携わることができず、将来斯業で立つ準備として材木商を選んで、広島市大手町九丁目鷹野橋下流の河岸に開店した。
1910年12月、24歳の頃、弟の定市とともに広島市台屋町で土木建築請負業を始めた。分家して一家を創立する。
1916年、小倉の陸軍第十二師団の兵舎の受注を果たした。正式に「藤田組」を名乗り、一郎が組長に、弟の定市が副組長になった。1937年、「株式会社広島藤田組」設立、取締役社長に就任。1944年、一郎は社長を辞任､会長に就任、弟の定市が社長に就任。
1945年8月6日の広島市への原子爆弾投下の時、一郎は佐伯郡の別荘にいたので、難を免れた。広島商工会議所会頭、日本放送協会中国支部理事長などを歴任。
1949年9月19日に死去。西本願寺広島別院に藤田組社葬を以て藤田の霊を送られる。墓は青山墓地にある。

## 人物
宗教は仏教、真宗。処世の信条は、信義。貴族院多額納税者議員選挙の互選資格を有した。住所は広島市平野町、同市針屋町、同市南竹屋町。事務所は大手町。

## 家族・親族
藤田家
- 父・次助[13][16]
- 弟・定市[12]（1889年 - 1973年、藤田組社長）
- 妻・スエ（1885年 - ?、広島、土井元介の二女）[13][16]
- 養子・一郎（1914年 - ?、旧姓・藪原、前名・榮[15]、衆議院議員、藤田組副社長）
  - 同長男[15]
  - 同二男・宙靖[15] （1940年 - 、法学者、東北大学名誉教授、最高裁判所裁判官）
- 長女・スミエ[13][16]（1918年 - ?、養子一郎の妻[15]）
- 女（1922年 - ?）[5]

親戚
- 本田権平（広島県多額納税者、広島株式取引所取引員、米穀商、防石鉄道監査役）